# Европско првенство у атлетици у дворани 1973 — штафета 4 х 2 круга за мушкарце
Такмичење штафета 4 х 2 круга у мушкој конкуренцији на четвртом Европском првенству у атлетици у дворани 1973. одржано је 10. марта 1973. године у Арени Ахој у Ротердаму, Холандија. 
Пошто је кружна стаза у Ротердаму износила 180 метара, није се могло одржати такмичење штафета 4 х 400 метара јер је један круг уместо 200 метара износила 180 тако да је било немогуће измене извршити на местима које та трка по правилима ИААФ предвиђа, па је назив ове дисциплине био штафета 4 х 2 круга. Победницима се рачунају медаље, а постигнути резултати не јер су постигнути у дисциплини која званично не постоји. 
Учествовало је 8 такмичара у 2 штафете из исто толико земаља.

### Коначан пласман
| Пласман | Атлетичари                                                        | Земља           | Резултат | Белешка |
| ------- | ----------------------------------------------------------------- | --------------- | -------- | ------- |
|         | Лисјен Сент Роз Патрик Салвадор Francis Kerbiriou Lionel Malingre | Француска       | 2:46,00  |         |
|         | Фалко Гајгер Карл Хонц Улрих Рајх Херман Келер                    | Западна Немачка | 2:46,42  |         |